# Arzúa
Arzúa, en galicien et en espagnol, est un municipio (municipalité ou canton) de la comarque de Arzúa, dans la province de La Corogne, communauté autonome de Galice, au nord-ouest de l'Espagne. C'est aussi le nom de plusieurs parroquias ainsi que du chef-lieu du municipio.
Ce municipio est traversé par le Camino francés du Pèlerinage de Saint-Jacques-de-Compostelle, qui passe par ses localités et sites de A Peroxa, Boente, Punta Brea, A Castañeda, Ribadiso da Baixo, Arzúa (chef-lieu), As Barrosas, Pregontoño (ou Preguntoño), A Peroxa, Taberna Vella, A Calzada.

## Géographie

### Municipios limitrophes
- Au nord :
- Au sud :
- À l'est :
- À l'ouest :

## Démographie
| 1900  | 1910  | 1920  | 1930  | 1940   | 1950   | 1960   | 1970  | 1981  | 1991  | 2001  | 2004  | 2006  | 2010  |
| ----- | ----- | ----- | ----- | ------ | ------ | ------ | ----- | ----- | ----- | ----- | ----- | ----- | ----- |
| 9 036 | 8 708 | 8 722 | 8 743 | 10 396 | 10 754 | 10 470 | 9 064 | 6 999 | 6 932 | 6 633 | 6 632 | 6 532 | 6 409 |

## Divisions administratives
Le municipio de Arzúa recouvre les parroquias et lugares suivantes :
| - Santiago de Arzúa (2507 habitants en 2004), avec ses localités de Arzúa (chef-lieu du municipio), As Barrosas, O Laverco, O Río Vello, Teiraboa ; - Santiago de Boente (165 habitants en 2004), avec ses localités de Boente de Abaixo, Boente de Arriba, Martulo, Outeiro, Os Pazos, A Peroxa ; - San Lourenzo de Brandeso (145 habitants en 2004), avec ses localités de Bustelo, Os Campos, O Casal de Abaixo, O Casal de Arriba, Cimadevila, O Covelo, A Garmalla, A Igrexa, Os Monteiros, O Piñeiro ; - Santa Locaia de Branzá (180 habitants en 2004), avec ses localités de Baiobre, Bar, Branzá, Branzaílla, Carral, Os Catro Ventos, Cornado, O Coto, Follenza, A Igrexa, Loureiros, O Piñeiro, Retorno ; - San Vincenzo de Burres (460 habitants en 2004), avec ses localités de O Bebedeiro, As Buratas, A Calzada, O Castro, Cortobe, O Cruceiro, A Curiscada, Fondevila, Fontelas, A Igrexa, Os Pazos, Os Penedos, A Peroxa, Pregontoño, As Quintás, Raído, Rourís, Salmonte, Sebio, A Uceira ; - Santo Estevo de Campo (117 habitants en 2004), avec ses localités de A Carballeira, As Cinco Calles, Denoi, Fucarelos, O Gandarón, Goimil, A Igrexa, Lameiro, Outeiro, O Pazo, As Quintás, Samil, Toande ; - Santa Mariña da Castañeda (171 habitants en 2004), avec ses localités de Doroña, O Faraldo, A Fraga Alta, O Pedrido, A Pena, A Portela, O Pumar, O Pumariño, O Río, Sedor ; - Santa María de Dodro (93 habitants en 2004), avec ses localités de Carballido, O Casal, A Casanova, Currás, Fonte Outeiro, A Igrexa, Oís, O Pazo, Ramil, O Reboredo, Vila de Suso, Xixirín ; - San Cristovo de Dombodán (303 habitants en 2007), avec ses localités de A Agra de Pares, Casal de Arriba, Casal de Souto, Dombodán, Gomesende, Gramil, As Hortas, Nabás, Outeiro, A Pedreira, A Pedreiriña, Ponte San Xusto, Portodemouros, Remesil, A Torre, Trasbar, Trasmonte, O Viso, A Xesteira ; - San Paio de Figueiroa (72 habitants en 2004), avec ses localités de O Carrizal, O Curro, A Fonte Prata, A Fontela, Outeiro de Abaixo, Outeiro de Arriba, San Paio, Vilar ; - San Pedro de Lema (205 habitants en 2004), avec ses localités de Barros, Carballos Altos, A Cruz de Pastoriza, Lema de Abaixo, Lema de Arriba, Magolán, Pastoriza a Nova, Pastoriza a Vella, Ponte Lema ; - Santa María de Maroxo (113 habitants en 2004), avec ses localités de A Cal, Castrillón, Cima de Vila, O Escalleiro, Fondevila, Fonte da Vila, Fontelas, A Igrexa, Maroxo de Abaixo, Maroxo de Arriba, Masusao, O Outeiro, A Pena, O Penedo, O Pumar, San Miguel, San Migueliño, O Vilar, A Xunqueira ; - San Pedro da Mella (136 habitants en 2004), avec ses localités de A Casanova, Gosteres, A Igrexa, Pazos, O Pedral, A Portela, Requeixo, Torneiros ; - San Cosme de Oíns (284 habitants en 2004), avec ses localités de Beis, Ferradal, Filgueira, A Fraga, Fruzo, León de Abaixo, León de Arriba, Manedo, O Pumar, Seixas, A Vilamoura ; - Santo Estevo de Pantiñobre (223 habitants en 2004), avec ses localités de As Corredoiras, As Curuxeiras, A Devesa, Fondevila, A Igrexa, Pantiñobre, Pedride, Pousada, O Pumar, O Rial, A Riba, Ronfes, O Sisto, Trasfontao, Vilar ; - Santa María de Rendal (264 habitants en 2010), avec ses localités de Bascuas, O Carballo, O Casal, Castromil, Fonte Alvite, Fucarelos, O Gato, Guldrís, Outarelo, O Pazo, A Porfía, A Reboira, Rendal de Abaixo, Ribadiso, Traseirexe, Trigás ; - San Martiño de Calvos de Sobrecamiño (215 habitants en 2004), avec ses localités de Calvos, A Codeseira, A Igrexa, Os Mañás, Os Muíños da Mera, Orxal, A Pena, O Sebio, Sesar, Soutullo, Xibeirós ; - Santa María de Arzúa (335 habitants en 2004), avec ses localités de A Agra de Vales, Bosende, O Capelán, O Covelo, O Cruceiro, A Fonte, Fonxe, Foxado, A Fraga, A Igrexa, O Outeiro, Paxe, O Pazo, O Piñeiral, A Quenlla, Os Rascados, O Reboredo, Ribadiso, San Salvador, Seixas, A Tosta, O Viso ; - Santa María de Tronceda (37 habitants en 2010), avec ses localités de Tronceda a Nova, Tronceda a Vella ; - Santa María de Viladavil (177 habitants en 2004), avec ses localités de Abruñedo, A Cabana, A Cañota, Casaldoeiro, Castrillón, O Castro, 'Faxil, Friosende, Os Lindeiros, A Paínza, O Pazo, Peceñe, A Riba, Sobrado, Souto Loural, O Souto, A Trapa, A Valiña, Vilanova ; - San Pedro de Vilantime (240 habitants en 2004), avec ses localités de Aquelcabo, Barros, A Casa do Monte, Filgueira, A Igrexa, Montelongo, Pedrosa, Pela, O Pique, San Miguel, Vilasuso, Volteiro ; - San Pedro de Viñós (124 habitants en 2004), avec ses localités de A Carballeira, A Casanova, Covas, O Fabal, A Igrexa, Ourís, Ramil, O Seixo, Sesa de Abaixo, Sesa de Arriba, O Souto, Ventorrillo, Vila do Fondo. |

## Culture et patrimoine

### Pèlerinage de Compostelle
Arzúa est l'une des dernières étapes du chemin de Saint-Jacques-de-Compostelle.
Par le Camino francés du Pèlerinage de Saint-Jacques-de-Compostelle, le chemin vient du municipio de Melide, en passant par ses localités et sites de O Coto, O Leboreiro, Disicabo (ou Desecabo), Parque empresarial de la Magdalena, Furelos, Melide (chef-lieu), O Carballal, O Raído, Parabispo (ou Paravispo).
Dans ce municipio de Arzúa, le chemin parcourt les localités et sites de A Peroxa, Boente, Punta Brea, A Castañeda, Ribadiso da Baixo, Arzúa (chef-lieu), As Barrosas, Pregontoño (ou Preguntoño), A Peroxa, Taberna Vella, A Calzada.
Le prochain municipio traversé est O Pino, en passant par les localités ou sites de Calle, Boavista, Salceda, O Xen, Ras, A Brea, A Rabiña, O Empalme, Alto de Santa Irene, Santa Irene, A Rúa, O Pedrouzo, San Antón, Amenal, Cimadevila, Alto de Barreira.

### Patrimoines civil et naturel

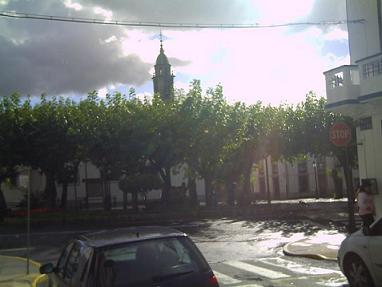
Centre-ville du chef-lieu de Arzúa.
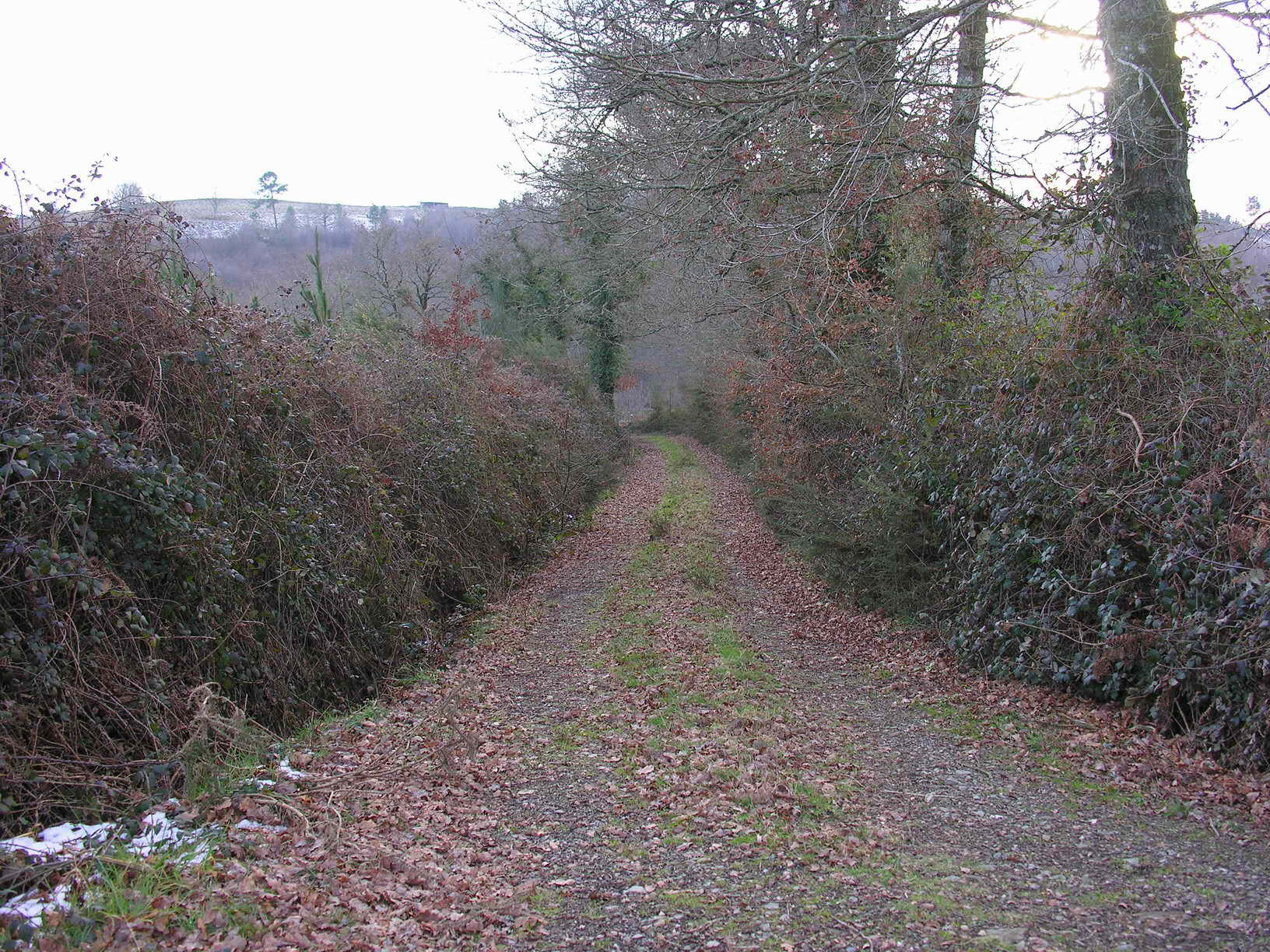
Chemin rural du municipio de Arzúa.
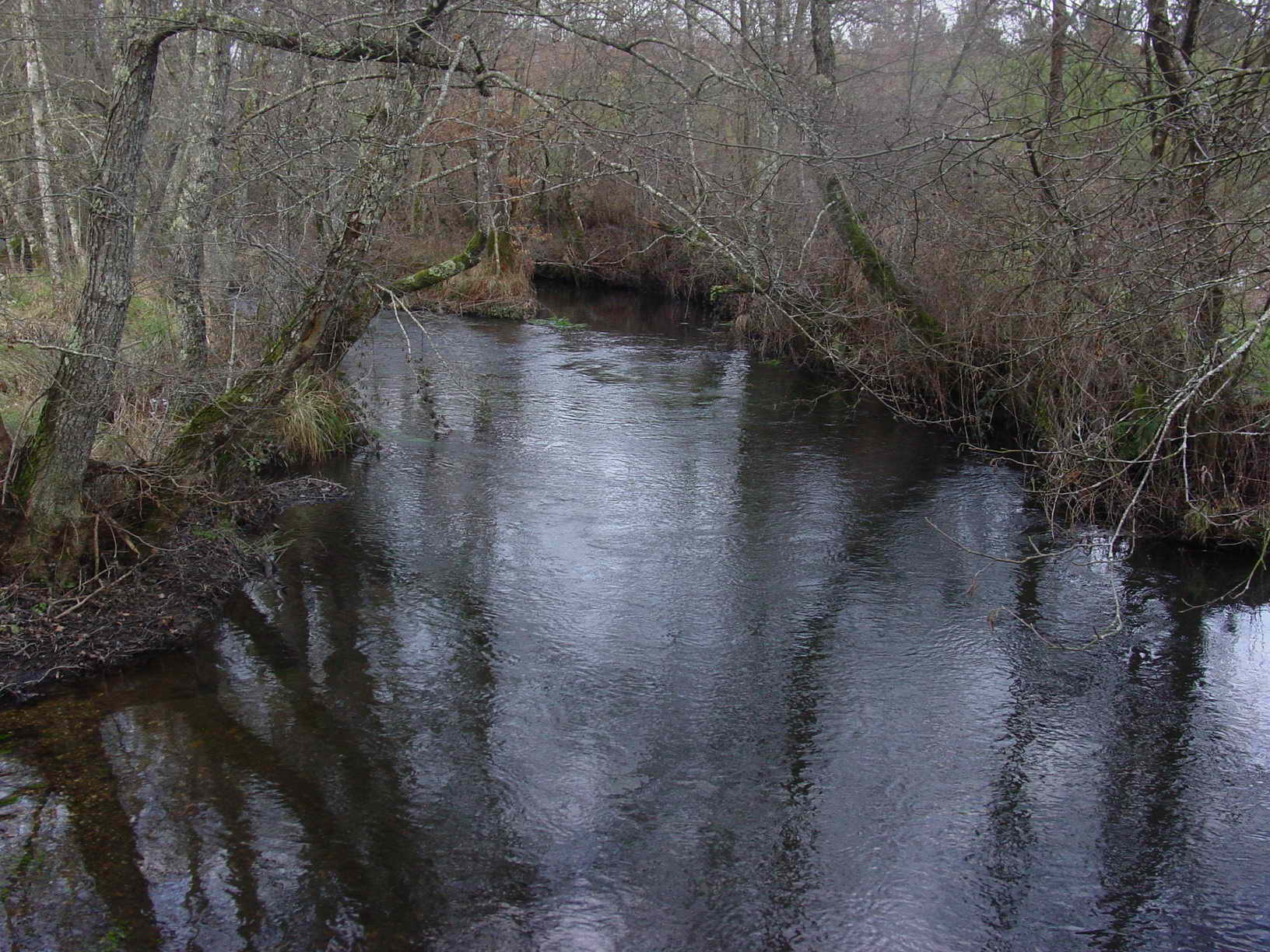
Rivière à 3 km de Arzúa.
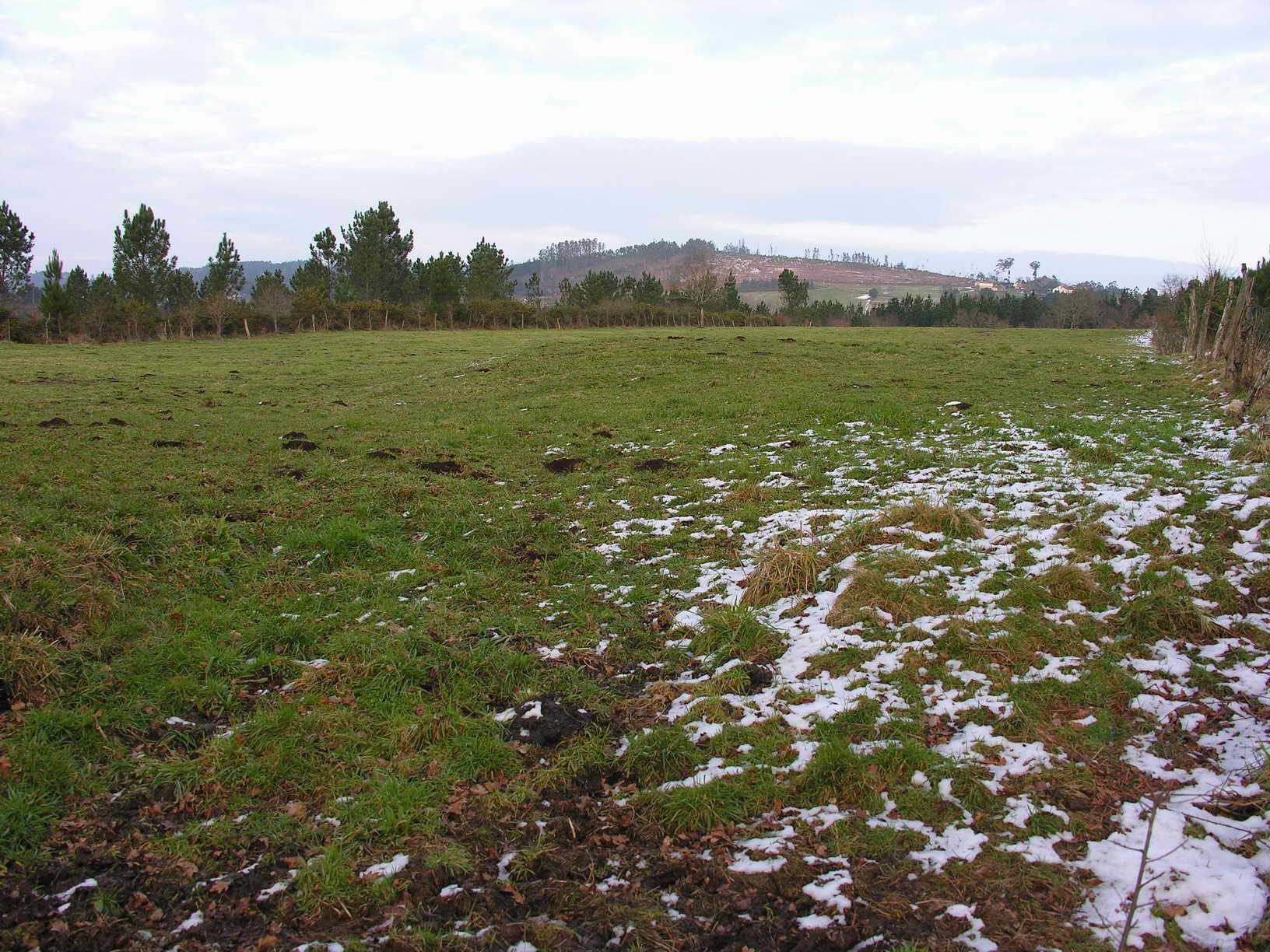
Prairie à 3 km de Arzúa.

### Personnalités liées à la commune
- José Souto, footballeur né à Arzúa en 1959.

## Jumelages
- Trujillo
- Úbeda

## Sources et références
- (gl) Cet article est partiellement ou en totalité issu de l’article de Wikipédia en galicien intitulé « Arzúa » (voir la liste des auteurs).
- (fr) Grégoire, J.-Y. & Laborde-Balen, L. , « Le Chemin de Saint-Jacques en Espagne - De Saint-Jean-Pied-de-Port à Compostelle - Guide pratique du pèlerin », Rando Éditions, mars 2006,  (ISBN 2-84182-224-9)
- (fr)« Camino de Santiago St-Jean-Pied-de-Port - Santiago de Compostela », Michelin et Cie, Manufacture Française des Pneumatiques Michelin, Paris, 2009,  (ISBN 978-2-06-714805-5)
- (fr)« Le Chemin de Saint-Jacques Carte Routière », Junta de Castilla y León, Editorial